# Serixia aureovittata
Serixia aureovittata är en skalbaggsart som beskrevs av Stefan von Breuning 1950. Serixia aureovittata ingår i släktet Serixia och familjen långhorningar.
Artens utbredningsområde är Sarawak. Inga underarter finns listade i Catalogue of Life.